# Lena Olin
Lena Maria Jonna Olin (Estocolmo, 22 de março de 1955) é uma atriz sueca cuja carreira se desenvolveu nos Estados Unidos.

## Biografia
Lena foi a mais jovem de três irmãos filhos de atores — o pai, Stig Olin, também cantor e compositor, participou de vários filmes de Ingmar Bergman.
Depois dos primeiros estudos de teatro em Estocolmo, Lena participou de montagens de peças de Shakespeare e Ibsen e fez pequenas aparições em filmes de Bergman. Foi ele quem a convocou pela primeira vez, depois de ela ter sido reprovado por causa da timidez. Mais tarde, trabalharia com Bergman no Royal Dramatic Theatre, de Estocolmo.
Sua estreia como protagonista foi num filme de Bergman (Efter repetitionen, ou "Depois do ensaio", no Brasil). Um ano antes já atuara em Fanny och Alexander. Em 1988, Lena fez seu primeiro filme estadunidense, ao lado de Daniel Day-Lewis: The Unbearable Lightness of Being, o que a tornou reconhecida internacionalmente. Em 1989, foi indicada ao Óscar de melhor atriz coadjuvante por seu trabalho em Enemies: A Love Story, no qual interpretava uma sobrevivente de um campo de concentração nazista.
Em 1984, Lena teve seu primeiro filho, August, com cujo pai, o ator sueco Örian Ramberg, ela viveu muitos anos.
Em 1994, casou-se com o diretor sueco Lasse Hallström, e colaborou com ele em Chocolat. Com Hallström tem uma filha, Tora Maria.
De 2002 a 2003, Lena fez seu primeiro trabalho em televisão, na série Alias, ao lado de Jennifer Garner. Sua atuação lhe rendeu uma indicação ao Emmy de "melhor atriz coadjuvante" de 2003. No entanto, sua brilhante interpretação só durou uma temporada: Lena abandonou o seriado para se dedicar à família, em Nova York — onde mora até hoje, com marido e filhos. Só voltaria ao seriado para participações especiais.

## Filmografia
- Night Train to Lisbon (2013)
- Hypnotisören (2012)
- Remember Me (2009)
- Darkness 2 - A Sétima Vitima (2009)
- O Leitor (2008)
- Awake (2007)
- Casanova (2005)
- The United States of Leland (2004)
- Hollywood Homicide (2003)
- Darkness (2002)
- Queen of the Damned (2002)
- Ignition (2001)
- Chocolat (2000)
- The Ninth Gate (1999)
- Mystery Men (1999)
- Hamilton (1998)
- Polish Wedding (1998)
- Night Falls on Manhattan (1997)
- The Night and the Moment (1995)
- Mr. Jones (1993)
- Romeo Is Bleeding (1993)
- Havana (1990)
- Enemies, a Love Story (1989)
- S/Y Joy (1989)
- Friends (1988)
- The Unbearable Lightness of Being (1988)
- På liv och död (1986)
- Flucht in den Norden (1986)
- Efter repetitionen (1984).
- Fanny och Alexander (1983)
- One Week Bachelors (1982)
- Kärleken (1980)
- Picassos äventyr (1978)
- Ansikte Mot Ansikte (1976)